# Гарин, Кристиан
Кри́стиан Игнáсио Гари́н Медоне (исп. Cristian Ignacio Garín Medone; род. 30 мая 1996 года в Сантьяго, Чили) — чилийский теннисист; победитель пяти турниров ATP в одиночном разряде.
В юниорах — победитель одного юниорского турнира Большого шлема в одиночном разряде (Открытый чемпионат Франции-2013); победитель парного турнира Orange Bowl (2012); финалист одного юниорского турнира Большого шлема в парном разряде (Открытый чемпионат Франции-2013); бывшая четвёртая ракетка мира в юниорском рейтинге.

## Общая информация
Кристиан — старший из двух сыновей Серхио Гарина и Клаудии Медоне; его брата зовут Себастьян.
Чилиец в теннисе с шести лет; любимое покрытие — грунт, лучший удар — форхенд.
С 2016 года сотрудничает с командой, во главе которой Тони Надаль, тренер и дядя 20-кратного обладателя «Большого Шлема» Рафаэля Надаля.

## Спортивная карьера
Юниорские годы
Постепенно шлифуя своё игровое мастерство, Кристиан незадолго до своего пятнадцатого дня рождения дебютировал на соревнованиях старшего юниорского тура. Первое же соревнование — малостатусный турнир G5 в Парагвае — закончился двойным финалом. Постепенно Гарин стал показывать всё более качественные результаты и на более статусных соревнованиях, к концу сезона уже часто доходя до поздних стадий на G1 в Новом Свете, а в июне 2012 года дебютировав в основной сетке турниров Большого шлема. Осенью чилиец выдаёт удачную серию на связке турниров в Брейдентоне и Orange Bowl: на первом G1 Кристиан выиграл оба титула, а на GA в Плантейшне победил только в парном соревновании (оба раза — вместе с соотечественником Николасом Ярри). На следующий год юниорская карьера Гарина достигла пика — к осени он поднялся на четвёртую строчку в суммарном рейтинге, попутно выиграв Roland Garros в одиночном разряде и сыграв там же в финале пары. Осенью, в качестве завершающего этапа своей карьеры, чилиец добрался до полуфинала одиночного приза US Open, проиграв Танаси Коккинакису.
Взрослые годы
Ещё до первых матчей в старшем юниорском туре Кристиан уже сыграл и серию матчей в протуре, где дебютировал осенью 2010 года, сыграв домашнюю серию «фьючерсов». Некоторое время Гарин играл лишь малостатусные турниры в Чили и только весной 2013 года получил первый шанс сыграть в основе соревнования основного тура ATP: на турнире в Винья-дель-Маре Гарин сыграл и в одиночном и парном турнире, выиграв и свой первый матч на этом уровне: обыграв в одиночном соревновании 166-ю ракетку мира Душана Лайовича. Этот результат не сподвиг чилийца на ускорение роста результатов, позволив ему лишь набрать уверенность для того, чтобы начать и регулярно играть в финалах «фьючерсов», поднявшись к осени 2014 года к границе третьей сотни. В апреле этого же года пришёл первый титул на чуть более статусных соревнованиях: вместе с юниорским партнёром Николасом Ярри Кристиан выиграл парный «челленджер» в Сантьяго.
В начале марта 2019 года дошёл до финала турнира ATP в Сан-Паулу (Бразилия), проиграв в финале в двух сетах аргентинцу Гидо Пелья.
В апреле выиграл турнир в Хьюстоне (США), обыграв в финале в упорном трёхсетовом поединке норвежца Каспера Рууда.
На Открытом чемпионате США 2019 года дошёл до второго раунда, но проиграл Алексу де Минору в трёх сетах.
На Открытом чемпионате Франции 2021 года был посеян 22-м и впервые в карьере вышел в 4-й круг турнира Большого шлема, где уступил Даннилу Медведеву 2-6 1-6 5-7. В том же году дошёл до 4-го круга Уимблдона, где проиграл будущему чемпиону Новаку Джоковичу (2-6 4-6 2-6). В сентябре 2021 года поднялся на высшее в карьере 17-е место в рейтинге.
На Уимблдоне 2022 года впервые в карьере вышел в четвертьфинал турнира Большого шлема. В 4-м раунде Гарин сумел переиграть 19-го сеянного Алекса де Минора со счётом 2-6 5-7 7-6(7-3) 6-4 7-6(10-6). Гарин стал 4-м в истории чилийцем, дошедшим до 1/4 финала Уимблдона. На этой стадии он в трёх сетах уступил Нику Кирьосу. Однако очков за это выступление не получил.
В 2023 году на турнирах Большого шлема Гарин сыграл только в Австралии, где проиграл уже в первом круге. В январе 2023 года впервые с 2018 года выпал из топ-100 мирового рейтинга.
Сборная и национальные турниры
Пик юниорских успехов Гарина пришёлся на фактическое окончание карьеры двух лидеров национального тенниса первого десятилетия XXI века — Николаса Массу и Фернандо Гонсалеса. За их спинами не оказалось сколько-нибудь конкурентоспособных теннисистов и тренерский штаб национальной команды в Кубке Дэвиса смог безболезненно попробовать в игре в этом соревновании и совсем юных теннисистов. Не всё складывалось удачно — сборная за короткое время вылетела из Мировой группы турнира во вторую региональную зону, но доверие капитанов позволило Кристиану регулярно играть по две одиночные игры в матчевых встречах и постепенно накапливать дополнительный опыт.

## Рейтинг на конец года
| Год  | Одиночный рейтинг | Парный рейтинг |
| 2022 | 85                | —              |
| 2021 | 17                | 235            |
| 2020 | 22                | 286            |
| 2019 | 33                | 345            |
| 2018 | 84                | 501            |
| 2017 | 311               | 521            |
| 2016 | 211               | 429            |
| 2015 | 321               | 576            |
| 2014 | 252               | 360            |
| 2013 | 388               | 540            |
| 2012 | 923               | 1214           |

По данным официального сайта ATP на последнюю неделю года.

## Выступления на турнирах

### Финалы турнировATPв одиночном разряде (6)

#### Победы (5)
| Легенда                     |
| --------------------------- |
| Турниры Большого шлема (0*) |
| Финал АТР-тура (0)          |
| ATP Мастерс 1000 (0)        |
| АТР 500 (1)                 |
| АТР 250 (4)                 |

| Титулы по покрытиям | Титулы по месту проведения матчей турнира |
| ------------------- | ----------------------------------------- |
| Хард (0*)           | Зал (0)                                   |
| Грунт (5)           | Зал (0)                                   |
| Трава (0)           | Открытый воздух (5)                       |
| Ковёр (0)           | Открытый воздух (5)                       |

* количество побед в одиночном разряде.
| №  | Дата            | Турнир                   | Покрытие | Соперник в финале | Счёт           |
| 1. | 14 апреля 2019  | Хьюстон, США             | Грунт    | Каспер Рууд       | 7-6(4) 4-6 6-3 |
| 2. | 5 мая 2019      | Мюнхен, Германия         | Грунт    | Маттео Берреттини | 6-1 3-6 7-6(1) |
| 3. | 9 февраля 2020  | Кордова, Аргентина       | Грунт    | Диего Шварцман    | 2-6 6-4 6-0    |
| 4. | 23 февраля 2020 | Рио-де-Жанейро, Бразилия | Грунт    | Джанлука Маджер   | 7-6(3) 7-5     |
| 5. | 14 марта 2021   | Сантьяго, Чили           | Грунт    | Факундо Багнис    | 6-4 6-7(3) 7-5 |

#### Поражение (1)
| №  | Дата         | Турнир              | Покрытие | Соперник в финале | Счёт    |
| 1. | 3 марта 2019 | Сан-Паулу, Бразилия | Грунт(i) | Гидо Пелья        | 5-7 3-6 |

### Финалы челленджеров и фьючерсов в одиночном разряде (17)

#### Победы (12)
| Условные обозначения |
| Челленджеры (4+1*)   |
| Фьючерсы (8+1)       |

| Титулы по покрытиям | Титулы по месту проведения матчей турнира |
| ------------------- | ----------------------------------------- |
| Хард (0*)           | Зал (0)                                   |
| Грунт (12+2)        | Зал (0)                                   |
| Трава (0)           | Открытый воздух (12+2)                    |
| Ковёр (0)           | Открытый воздух (12+2)                    |

* количество побед в одиночном разряде + количество побед в парном разряде.
| №   | Дата            | Турнир                                  | Покрытие | Соперник в финале  | Счёт           |
| 1.  | 3 мая 2014      | Натал, Бразилия                         | Грунт    | Талес Турини       | 6-4 4-6 6-3    |
| 2.  | 8 июня 2014     | Мадрид, Испания                         | Грунт    | Николас Ярри       | 3-6 6-3 6-1    |
| 3.  | 2 ноября 2014   | Порту-Алегри, Бразилия                  | Грунт    | Кайо Дзампьери     | 6-2 4-6 6-4    |
| 4.  | 13 декабря 2014 | Мендоса, Аргентина                      | Грунт    | Гжегож Панфил      | 6-4 5-7 6-2    |
| 5.  | 27 февраля 2016 | Картахена, Испания                      | Грунт    | Ориол Рока Баталья | 6-4 6-2        |
| 6.  | 29 мая 2016     | Хаммамет, Тунис                         | Грунт    | Карлос Табернер    | 6-3 7-6(1)     |
| 7.  | 5 июня 2016     | Хаммамет, Тунис                         | Грунт    | Никола Милоевич    | 6-4 2-6 6-0    |
| 8.  | 9 июля 2016     | Неаполь, Италия                         | Грунт    | Хуан Пабло Пас     | 6-2 6-0        |
| 9.  | 30 октября 2016 | Лима, Перу                              | Грунт    | Гидо Андреоцци     | 3-6 7-5 7-6(3) |
| 10. | 7 октября 2018  | Кампинас, Бразилия                      | Грунт    | Федерико Дельбонис | 6-3 6-4        |
| 11. | 13 октября 2018 | Санто-Доминго, Доминиканская Республика | Грунт    | Федерико Дельбонис | 6-4 5-7 6-4    |
| 12. | 27 октября 2018 | Лима, Перу                              | Грунт    | Педру Соуза        | 6-4 6-4        |

#### Поражения (5)
| №  | Дата            | Турнир               | Покрытие | Соперник в финале | Счёт        |
| 1. | 5 мая 2013      | Сантьяго, Чили       | Грунт    | Джеймс Дакворт    | 1-6 3-6     |
| 2. | 18 мая 2014     | Тампа, США           | Грунт    | Бьорн Фратанджело | 2-6 3-6     |
| 3. | 24 февраля 2018 | Куэрнавака, Мексика  | Хард     | Деннис Новиков    | 4-6 3-6     |
| 4. | 20 мая 2018     | Лиссабон, Португалия | Грунт    | Томми Робредо     | 6-3 3-6 2-6 |
| 5. | 2 сентября 2018 | Комо, Италия         | Грунт    | Сальваторе Карузо | 5-7 4-6     |

### Финалы челленджеров и фьючерсов в парном разряде (7)

#### Победы (2)
| №  | Дата           | Турнир         | Покрытие | Партнёр      | Соперники в финале                                   | Счёт     |
| 1. | 5 мая 2013     | Сантьяго, Чили | Грунт    | Николас Ярри | Гильермо Ривера-Арангис Кристобаль Сааведра-Корвалан | 6-2 6-2  |
| 2. | 20 апреля 2014 | Сантьяго, Чили | Грунт    | Николас Ярри | Хорхе Агилар Ханс Подлипник-Кастильо                 | Без игры |

#### Поражения (5)
| №  | Дата            | Турнир                    | Покрытие | Партнёр                 | Соперники в финале                     | Счёт       |
| 1. | 13 декабря 2014 | Мендоса, Аргентина        | Грунт    | Хорхе Агилар            | Матео Николас Мартинес Факундо Мена    | 6-7(4) 4-6 |
| 2. | 25 июня 2015    | Милан, Италия             | Грунт    | Хуан Карлос Саес        | Никола Мектич Антонио Шанчич           | 3-6 4-6    |
| 3. | 4 октября 2015  | Порту-Алегри, Бразилия    | Грунт    | Хуан Карлос Саес        | Фредерику Феррейра Сильва Гаштан Элиаш | 2-6 4-6    |
| 4. | 7 августа 2016  | Кортина-д’Ампеццо, Италия | Грунт    | Роберто Карбальес Баэна | Филипп Освальд Джеймс Серретани        | 3-6 2-6    |
| 5. | 20 ноября 2016  | Монтевидео, Уругвай       | Грунт    | Фабиано де Паула        | Андрес Мольтени Диего Шварцман         | Без игры   |